# Марк Ауфидий Фронтон
Марк Ауфидий Фронтон (на латински: Marcus Aufidius Fronto) е политик и сенатор на Римската империя през края на 2 век.

## Биография
Фронтон произлиза от Пизаурум в Умбрия. Син е на Гай Ауфидий Викторин (суфектконсул 155 г., консул 183 г.) и Грация, дъщеря на Марк Корнелий Фронтон. Брат е на Гай Ауфидий Викторин (консул 200 г.).
През 199 г. Фронтон е консул заедно с Публий Корнелий Анулин. Той става през 219/222 г. проконсул на Азия.
Надпис в Пезаро:
M. AUFIDIO FRONTONI PRONEPOTI M. CORNELI FRONTONIS ORATORIS CONSULIS MAGISTRI IMPERATORUM LUCI ET ANTONINI NEPOTIS AUFIDI VICTORINI PRAEFECTI URBI BIS CONSULIS FRONTO CONSUL FILIO DULCÍSIMO 